# Aristarchos från Samothrake
Aristarchos (grekiska Ἀρίσταρχος, latin Aristarchus) från Samothrake var en berömd kritiker och grammatiker i Alexandria som levde i förra hälften av andra århundradet f. Kr. 

## Biografi
Aristarchos var lärjunge till den likaledes berömde Aristofanes från Byzantion och skall ha efterträtt denne som föreståndare för det
alexandrinska biblioteket. Aristarchos inriktade sina studier huvudsakligen på kritik och kommentering av grekiska författare, framför alla Homeros. Hans kritik var grundad på stor språk- och sakkunskap och utmärktes av sans och måtta. Den avsåg dels att återställa den rätta läsarten, där denna var fördärvad, dels att utmönstra en mängd oäkta verser. Vid förklaringen av de homeriska sångerna fasthöll Aristarchos strängt grundsatsen att låta Homeros förklara sig själv, och i detta hänseende mötte han och hans skola motstånd av Krates från Mallos och den av honom stiftade så kallade pergameniska skolan, som förespråkade det allegoriska förklaringssättet.
Av Aristarchos många skrifter (de uppges ha varit ända till 800)
har endast fragment bevarats till vår tid, huvudsakligen i de så kallade "venezianska skolierna" till Iliaden. 